# Rumex insularis
Rumex insularis är en slideväxtart som först beskrevs av Alexandr Innokentevich Tolmatchew, och fick sitt nu gällande namn av S.K. Cherepanov. Rumex insularis ingår i släktet skräppor, och familjen slideväxter. Inga underarter finns listade i Catalogue of Life.